# منتخب السلفادور تحت 23 سنة لكرة القدم
منتخب السلفادور تحت 23 سنة لكرة القدم (بالإسبانية: Selección de fútbol sub-23 de El Salvador)‏ هو ممثل السلفادور الرسمي في المنافسات الدولية في كرة القدم في فئة كرة قدم تحت 23 سنة للرجال، يديريه اتحاد السلفادور لكرة القدم.